# 國民政府
- 關於中華民國治權機構整體，請見「中華民國政府」。
- 關於中國國民黨執政的中華民國政府，請見「國民黨政府」。
- 關於中日戰爭期間日本扶植汪精衛成立的政府，請見「汪精卫国民政府」。
- 關於英國國民政府，請見「國民政府 (英國)」。
- 關於其他用法，請見「國家政府 (消歧義)」。

國民政府，全稱為中華民國國民政府，簡稱國府，大部分时期驻地在南京，故又称南京政府（在重庆陪都时期稱“重慶國民政府”），是中華民國在訓政時期的中央政府與最高行政机关。為1925年3月12日孫中山逝世後，汪精卫於7月1日將原陸海軍大元帥大本營改組而成，通稱「廣東革命政府」:2007。在1925年成立後直至1928年底北伐勝利前，割據廣州與位於京兆地方的北洋政府相互對峙；隨著國民革命軍由南往北北伐，其行政中心亦一路北上遷移至武漢、南京等地。於1948年5月20日戰後正式行憲時宣告結束。
1927年1月隨着北伐戰爭勝利，國民政府遷至武漢，稱「武漢國民政府」:2007。同年4月12日蔣介石於上海發動清黨，4月18日在南京另立國民政府，稱「南京國民政府」，不設主席，採常務委員制；7月15日汪精衛武漢國民政府宣布反共，與南京國民政府合併:2007。1928年北伐統一全國後，成為唯一代表中國的合法政府，造就黃金十年。
1931年，因九一八事变（柳条湖事件）導致中日兩國爆發局部戰爭，而七七事变，使中國正式進入為期8年（1937～1945年）的抗日戰爭，而美国於1941年珍珠港事件之後開始與同盟國共同對抗軸心國。1948年5月20日，依循《中華民國憲法》選出的第一任中華民國總統蔣中正、中華民國副總統李宗仁正式就職，國民政府即改組為中華民國政府（共設一府五院），國民政府主席一職也改為總統，與訓政時期一起走入歷史。現今的中華民國總統府為其機關法人的延續。
國民政府是中國國民黨依據孫中山所著《國民政府建國大綱》建立之政府機構，是訓政時期的中央政府，訓政即指導式民主，由國民黨一黨專政，主要職位均由國民黨黨員擔任，但亦接納國民黨以外之人士參與。其存在期間，國民黨內部發生多次衝突與分裂，導致部分出走黨員自行成立不同的「國民政府」。

## 歷史
國民政府最先成立於廣州，日後隨著北伐的推進而遷都，最終定都於南京，但在抗日戰爭期間駐於戰時行都重慶，戰後還都南京並直至行憲民選政府成立。

### 廣州政府（1925年7月1日－1926年12月5日）

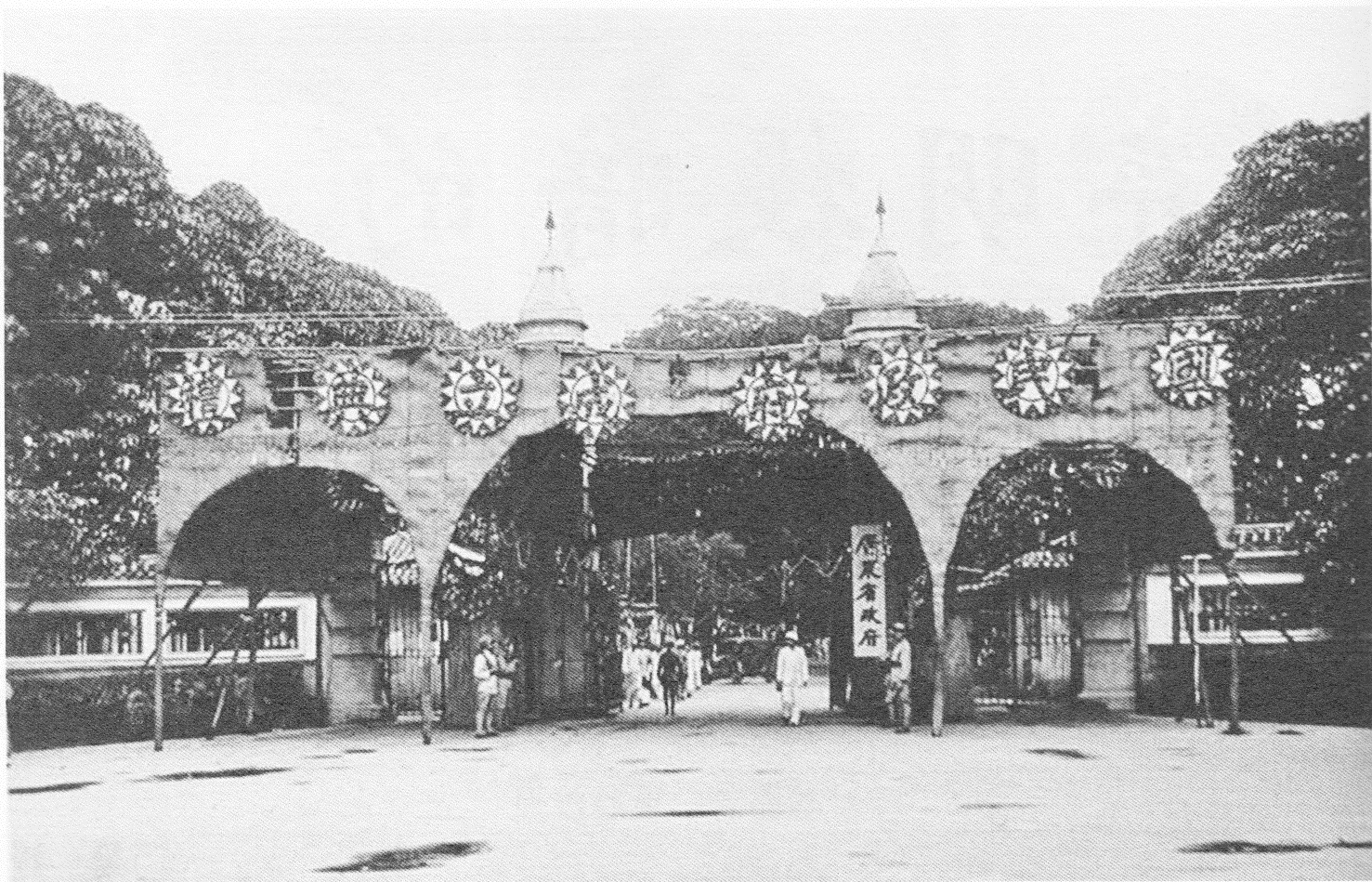
在廣州越華路舉辦的國民政府成立典禮，但政府於1926年12月遷往武漢後，這裡便作為廣東省政府所在地。原址為现今廣東省民政廳，該處曾是兩廣總督衙門

袁世凱逝世後，各地軍閥割據，南方各行省逐漸脫離北洋政府。1918年7月，雲南和兩廣人士退出國會，在廣州開設「非常（時期）國會」，成立廣州軍政府，形成南北對峙的一國兩府局面。1923年孫中山在驅逐陳炯明之後及蘇聯的支持下，成立陸海軍大元帥大本營。
1924年12月，孫中山應馮玉祥之請，離開廣東北上，與段祺瑞籌開國民會議:10。1925年3月12日，孫中山逝世於北京，蔣介石在軍中發表《哀告全體將士書》，回廣州祭奠，並整理校務，旋返軍次，就潮汕善後督辦職:10。5月23日，中國國民黨第一屆中央執行委員會第三次全體會議發布時局宣言，謂北京政府（当时段祺瑞为临时执政，北京政府的代理國家元首）不顧民眾利益，勾結帝國主義，決不與合作。6月14日，中國國民黨中央執行委員會政治委員會第十四次會議決議改組大元帥府為國民政府，並於7月1日公布國民政府組織法，國民政府遂於同日在廣州宣告成立:379。國民政府最高決策機關為國民政府委員會，該委員會採取合議委員制。於委員中推定一人為主席。設置常務委員五人處理日常政務，常務委員於委員中推定之。“國務由委員會議執行之。委員會議出席委員不足半數時，由常務委員行之。”
- 国民政府委员会16人：汪兆銘、胡漢民、戴傳賢、于右任、徐謙、張繼、譚延闓、許崇智、林森、廖仲愷、伍朝樞、古應芬、朱培德、孫科、程潛。
- 国民政府主席汪兆銘[註 1]。
- 高等顧問鮑羅廷。
- 國民政府軍事委員會：蒋中正、汪兆銘、譚延闓為常務委員，汪兆銘為兼任主席。设政治训练部、参谋团、海军局、航空局、军需局、秘书厅、兵工厂等机关。

国民政府委员会下设：
- 秘书处；置秘书长，总务、机要、撰拟3科。
- 副官处：设副官长
- 参事：若干人

行政各部会：
- 军事部：任命了军事部长，但该部未成立，其职权由军委会代行。
- 外交部：部长、秘书长
- 财政部：部长
  - 禁烟督办署：1923年12月7日首任禁烟督办杨西岩（大本营内政部次长兼），滇軍师长廖行超、舊桂系军长韦冠英为禁烟帮办。1924年3月17日邓泽如接任禁烟督办，不就任，3月26日改派鲁涤平接任禁烟督办。1925年6月，建国粤军击败滇军和桂军（平定杨刘叛乱），禁烟督办改由陈策担任。
  - 筹饷总局
  - 缉私卫商管理委员会
  - 盐务总处
  - 税务总处
- 交通部：部长孙科
- 劳工部：1927年3月设立。
- 农政部：1927年3月设立
- 教育行政委员会
- 购料委员会：
- 侨务委员会：
- 预算委员会：
- 法典编纂委员会（法制委员会）
- 司法行政委员会（1926年11月13日改为司法部）：
- 大理院和总检察厅：
- 監察院：

中國國民黨中央執行委員會同時將廣東所有建國軍和黨軍，一律改稱為國民革命軍:91。國民政府計畫國民革命軍北伐。
1926年10月，國民革命軍占領武漢三鎮。11月8日，中國國民黨中央政治會議決定遷移中央黨部和國民政府到武漢。12月5日，中國國民黨中央正式宣佈中央黨部和政府停止在廣州辦公，各機關工作人員分批前往武漢。在廣州國民政府停止辦公至完成北遷武漢的此段期間，以「中國國民黨中央執行委員與國民政府委員臨時聯席會議」作為臨時領導機構，徐謙為聯席會議主席。12月10日:379，國民政府自廣州遷至武漢:13。但中國國民黨內部的中國共產黨份子積極力鼓動反動派，對蔣大肆攻擊，稱為「新軍閥」，高倡提高黨權，並散發傳單，促汪兆銘出主黨政，蔣在南昌發布告黃埔同學書，闡明革命立場，並發動清黨，力主黨內團結:13，遂在南京另組「南京國民政府」，史稱『寧漢分裂』。

### 武漢（1927年2月21日－1927年8月19日）
1927年1月隨着北伐戰爭勝利，國民政府遷至武漢，通稱「武漢國民政府」:2007。2月21日，武漢國民政府正式辦公。武漢國民政府因採用委員會制不設主席，設國民政府委員會；以汪精衛、譚延闓、孫科、徐謙、宋子文五人為常務委員。經歷寧漢分裂，其運作至武漢分共後汪精衛宣布正式遷都南京，結束了武漢為期八個月的首都地位，史稱寧漢合流。

#### 北遷鄂都

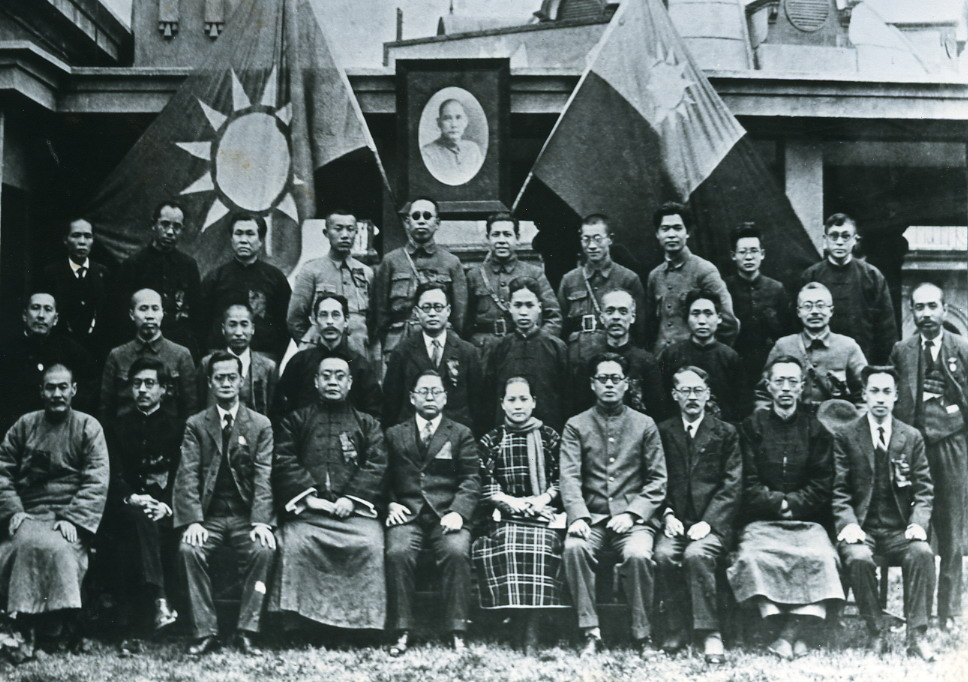
在武汉召开国民党第二届中央执行委员会第三次全体会议

中國國民黨中央執行委員與國民政府委員臨時聯席會議於1926年10月1日舉行，先由譚延闓、孫科、李濟深、甘乃光、徐謙、鮑羅廷、顧孟餘等七人組織議案起草委員會，自9月14日起至29日止，開會六次，會中曾評估國民政府遷移問題，對於國民政府遷移的討論，中共方面認為蔣中正遷移中央政府，提高威權，其目的是希望控制實力強大的唐生智；另一方面，評估北伐軍事的發展，蔣中正在攻取江西、福建後的聲勢將高漲，中共中央局與遠東局1926年9月16日舉行聯席會議，決定促成「汪蔣合作」，中共利用國民政府汪兆銘與蔣中正之間的衝突，在廣東企圖發展「迎汪」運動，具體的作法是促成汪兆銘回來主持國民黨，並且要使聯席會議產生一個「左派的政綱」，成為共產黨和國民黨「左派」合作的基礎。:311－312
就國民黨歷來立場觀之，為了戰略考量，北伐行進間必須將國民政府自廣州遷至湖北辦公，此時黨、政、軍情勢緊張，在寧漢分裂前，湖北與江西儼然已成對立：1926年8月底，吳佩孚主力為國民革命軍擊潰，孫傳芳開始調軍隊援助江西，國民革命軍總司令蔣中正決定移師攻入江西，乃於9月9日致電中國國民黨中央常務委員會代理主席張人傑及國民政府代理主席、中央政治會議代理主席譚延闓，請政府常務委員至湖北主持軍政大計，此為黨政中樞北遷的發端；繼而電請常務委員至少三人來漢行使職權，並邀顧孟餘及蘇聯顧問鮑羅廷、共產國際駐華代表维经斯基（化名吳廷康）等人迅速來漢。9月18日，中國國民黨中央政治會議第二十二次會議根據蔣中正電文之邀，決議於武漢組成政治會議分會，以蔣中正、徐謙、顧孟餘、王法勤、李大釗、柏文蔚、鄧演達、陳公博組織， 唐生智負責湖北軍事又兼代臨時政務會議主席。

#### 政治中樞
廣州國民政府與國民黨中央黨部在1926年12月7日宣布停止辦公，於1927年1月1日由廣州遷往武漢；2月8日，國民政府與中央黨部決定遷至湖北辦公，2月21日工作人員全部抵達武漢，3月6日開始辦公。1926年12月13日至7月15日之間，聯席會議是武漢國民政府時期最高的政治決策中心。當時在武漢的中央執行委員會政治會議，是武漢國民政府建制中黨與政府的最高行政單位，控有對立法及司法的最高裁決權。

#### 體制規劃
在北伐戰爭當中，國民政府實行黨政合一「黨治」，行政、立法、司法等權均由中國國民黨中央執行委員會指導和監督，而由政府委員會統一行使，是指導式民主的範疇。委員由中央黨部、國民政府、省黨部、省政府、市黨部與商會等部門組成委員會，黨與政府之間的關係簡單說明就是「以黨治國」、「以黨領政」。

### 南京（1927年4月18日－1937年11月17日）

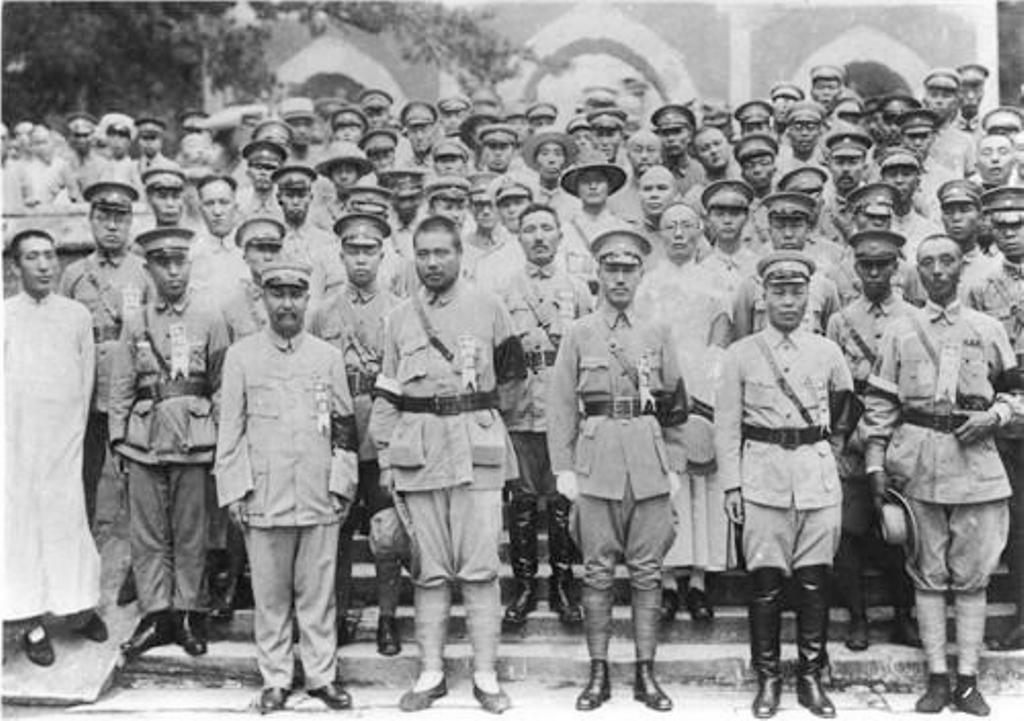
中原大战爆发前国军四大集团军将领北平祭陵后合影

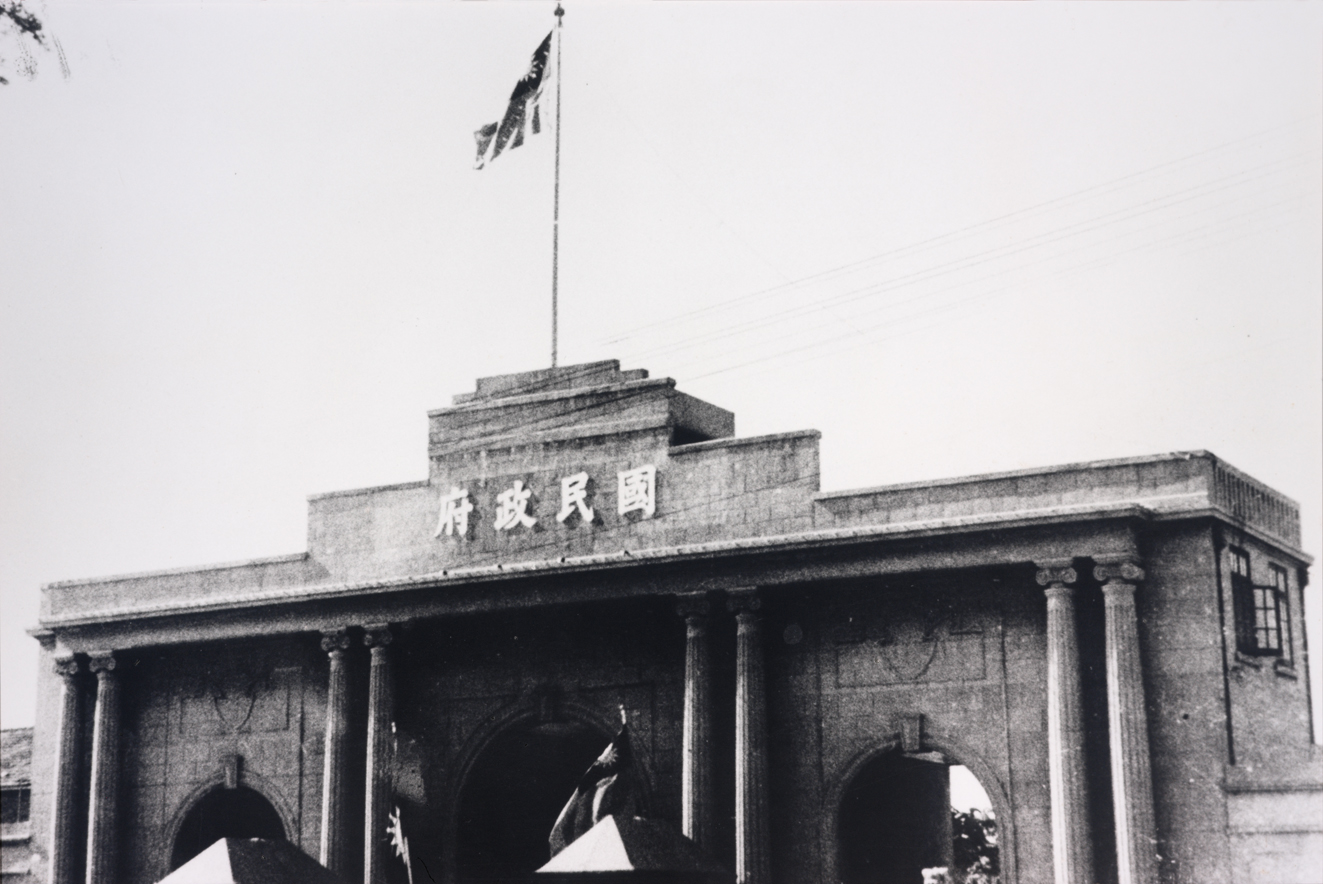
國民政府大門。國民政府原址為今之南京中國近代史遺址博物館

1926年，國民革命軍攻克兩湖、贛、閩四個省的主要城市，於是國民政府聯席會議在11月決議將國民政府北遷武漢。然此時的國民政府受到蘇聯以及中國共產黨的影響，引發中國國民黨內右派對於左派親共的不滿。1927年3月，革命軍攻克上海與南京。同年4月12日蔣介石發動政變，4月18日在南京另立國民政府:2007。在成立大會上，發布了中國國民黨中央政治會議關於奠都南京宣言以及《國民政府宣言》，提出
《國民革命方略》四條：

1. 密切革命軍與人民的配合；
2. 造成廉潔政府；
3. 提倡保護國內實業；
4. 保障農工團體利益並扶助其發展。

南京國民政府採取委員制，由蔣中正、胡漢民、張靜江、吳稚暉、鈕永建等十二人為政府委員，不設主席採常務委員制。國民黨中央政治會議主席胡漢民主持國民政府，鈕永建為國民政府秘書長，蔣中正為國民革命軍總司令，吳稚暉為總司令部政治部主任。国民政府内初设：財政部（古應芬，錢新之代）、外交部（伍朝樞）、司法部（王寵惠）、交通部、军事委员会、教育行政委员会、财政委员会、中央法制委员会。政府轄區包括滬、蘇、浙、閩、兩廣與皖之一部等，開始寧漢分裂。7月15日汪精衛武漢政府宣布反共，與南京政府合流:2007。8月，武漢的中國國民黨與國民政府執行分共清黨，蔣中正在汪兆銘要求下辭去總司令之後，才宣布合作。同月，南京成立特別委員會，並改組國民政府:14。10月，撤销教育行政委员会，改设大學院（院長蔡元培）。12月，國民政府發佈討伐廣東令:14。1928年2月增设内政部（薛篤弼）、农矿部、工商部和建设委员会。1928年4月设立中央研究院。1928年8月增设禁烟委员会。1928年9月增设侨务委员会。1928年11月增设最高法院。
1927年8月1日，中國共產黨及國民黨左派發動了南昌起义，8月4日，中共部隊敗退，放棄南昌，南下廣東。途中到達汀州時，國民黨革命委員會決定沿用國民政府的名義對外，並以譚平山為國民政府委員長，陳友仁、顧順章、王荷波、蘇兆征等為國民政府常務委員。9月24日，中共部隊到達汕頭後，決定正式成立國民政府，並決定由譚平山出任國民政府主席。25日張太雷到達汕頭，提出反對此前的決定，並即於第二天召開南方局會議，決定暫不發表國民政府名單。此事擱置，隨後形勢惡化而終不成事。
1928年2月3日至2月7日，中國國民黨二屆四中全會在南京召開，會議通過“改組國民政府”等議案。規定國民政府接受中國國民黨中央執行委員會指導、監督，掌理全國政務，政府委員由國民黨中央委員會選舉，政府部門設有內政、外交、財政、交通、司法、農礦、工商等部以及軍事委員會、最高法院、監察院、大學院等。會議推舉譚延闓為國民政府主席，蔣中正為軍事委員會主席兼國民革命軍總司令。1928年6月，国民革命軍進入北京，國民政府在6月15日發表全國統一的宣言。1928年9月，國民黨二屆五中全會在南京召開，宣稱全國進入訓政時期，由國民政府執行訓政職責，並決定以五院制組成國民政府。10月，國民政府公布《中華民國國民政府組織法》，規定國民政府總攬中華民國之治權，政府由行政院、立法院、司法院、考試院、監察院五院組織成立:17。國民政府設主席一人，委員十至十二人。國民政府主席兼任陸海空軍總司令。同時，蔣中正獲任命為國民政府主席兼陸海空軍總司令。至此，國民政府的政權組織形式漸趨完備。五院制的国民政府直辖参军处、参谋本部、训练总监部、军事参议院等军事机构和国立中央研究院、总理陵园管理委员会、国民政府文官处（掌理国民政府一切法令、文告之宣达；政务文件之承转、签拟；印信、关防、勋章、奖章之铸发及关于国民政府委员会议暨其他机要事项）等行政机构，以后又陆续增设了主计处、稽勋委员会、政务官惩戒委员会、国史馆筹备委员会、西京筹备委员会等机构。原属行政院的建设委员会、全国经济委员会后来划归国民政府直辖。 
1928年6月，革命軍進入北京，國民政府在6月15日發表全國統一的宣言，12月29日，中國東北奉系將領張學良，因父親張作霖被日本關東軍謀害的國仇家恨，遂通電南京，公告東北易幟，放棄北洋政府五色旗，改立青天白日紅旗，名義上接受國民政府領導，北伐成功，中國正式統一。蔣中正領導北伐成功後，國民政府正式成為國際承認的中國政府。
1930年，中原大戰共有24萬人死傷；蔣介石並沒追擊已戰敗之軍閥、打進地盤，蔣早已放棄試圖說服或強迫他們大規模裁軍:106。10月，剛贏得中原大战的蔣來到南昌指揮剿匪（即對共產黨之圍剿）事宜，在原江西省立圖書館設置“南昌行营”，是江南五省剿匪总部，設置期間也成為國民政府的軍政中心，被时人称为“第二首都”。蒋在对中共军队连续发动军事围剿和实行文化改革的同时，1934年在南昌發起了新生活運動。該行營至1935年2月移駐武漢後結束。
九一八事變一起，青年學生就湧上街頭示威，要求武裝抗日；有2萬名學生在南京集會，其中1千名南京中央大學學生闖入外交部長王正廷辦公室毆打他；在廣州汪陣營已經和南京瀕於交戰邊緣，此時呼籲全國團結，但蔣應下臺:111。
1931年11月7日，於苏联国庆日，中国共产党在江西瑞金建立中華蘇維埃共和國臨時中央政府，和中华民国國民政府对抗。中共成長，反映出中共青年領導人令人佩服之執著、領導力和組織技巧；蔣介石仍然渴望黨軍貫注同樣之精神；此時中共三個蘇區合起來只有1萬5千支步槍，毛澤東之戰術口號是他們得以存活之關鍵——「敵進我退；敵駐我擾；敵疲我打；敵退我追。」:10512月15日，林森接替蔣出任國民政府主席，但蔣仍掌握實權，不久出任國民政府軍事委員會委員長，成為國民革命軍最高統帥。
1932年1月28日晚，日軍出動海軍陸戰隊，進攻長江上海，企圖佔據上海直逼南京，迫使國民政府召開緊急會議改組政府。1月29日，國民政府遷都洛陽:24。蔣介石親自負責全面調度指揮軍事行動，致電前線士卒誓死禦敵；同時，蔣下令在河南省洛陽設立臨時首都，以示政府持久抗戰之決心；日本急派更多部隊和軍艦，使得全上海市日軍高達5萬人；杜月笙也派出青幫狙擊手在敵後攻擊日本人，做為回應:114。12月1日，國民政府才遷回南京。
1933年11月20日，十九路軍在福州爆發閩變，建立中華共和國人民革命政府，1934年1月13日被國軍中央軍瓦解。
1936年6月，毛澤東首度通知共產國際，已經成功和張學良、楊虎城有反蔣同盟秘密協議；斯大林8月13日回信，全面反對毛澤東之做法，直接指示毛澤東「立刻正式向國民黨及蔣介石提議展開停火談判，並就共同抗日簽署具體協議」，包括成立「統一指揮本部及共同的軍事計畫」:136-137。12月，毛澤東收到來自張學良之急電，宣讀電文，朱德、張國燾等人想立刻把蔣及同行將領處死；毛澤東立刻徵詢莫斯科之指示，提議把蔣交給「人民」公審；毛澤東拍發電給張，恭維張是「國家抗日領袖」，讚揚張「驚天動地的舉動」，稱根本不可能和蔣妥協，暗示張應「堅決地」對付蔣；斯大林命令毛澤東和蔣友好對話，找出方法和平解決，並釋放蔣；接到斯大林命令後，毛澤東、周恩來、朱於12月15日同意通電全國，稱中共主張「西安事變」和平解決，任何貿然動作「只會如日本人的意」；周回到西安，一見到張就稱「不能動（蔣）一根汗毛」，中國迫切要要蔣領導，斯大林和共產國際要求蔣繼續領導中國；周告訴張應設法說服蔣，在原則上同意抗日統一戰線，接著只能釋放蔣，期待蔣信守諾言:146-147。周告訴宋子文和宋美齡，可以透過宋慶齡和周聯繫；他們顯然都沒有向蔣提過，宋慶齡是中共聯絡人:153。
1937年，蔣介石停止「剿匪」，還開始每月撥款給中共部隊；共產國際也繼續資金提供，於1937年初給中共80萬美元:161。9月6日，中華蘇維埃共和國最后一个政府机关“中華蘇維埃共和國臨時中央政府西北办事处”在延安被國民政府改编为陕甘宁边区政府，名义上成為国民政府行政院的一个直辖行政区域。9月22日，中共中央發表《共赴國難宣言》，願為徹底實現三民主義而奮鬥:121。中共重申併入革命軍，接受軍事委員會調遣；蔣公開稱，中共此一聲明代表「全體國人現在都瞭解只有一個方向、只有一個目標」:167。

### 重慶（1937年11月21日－1946年5月5日）

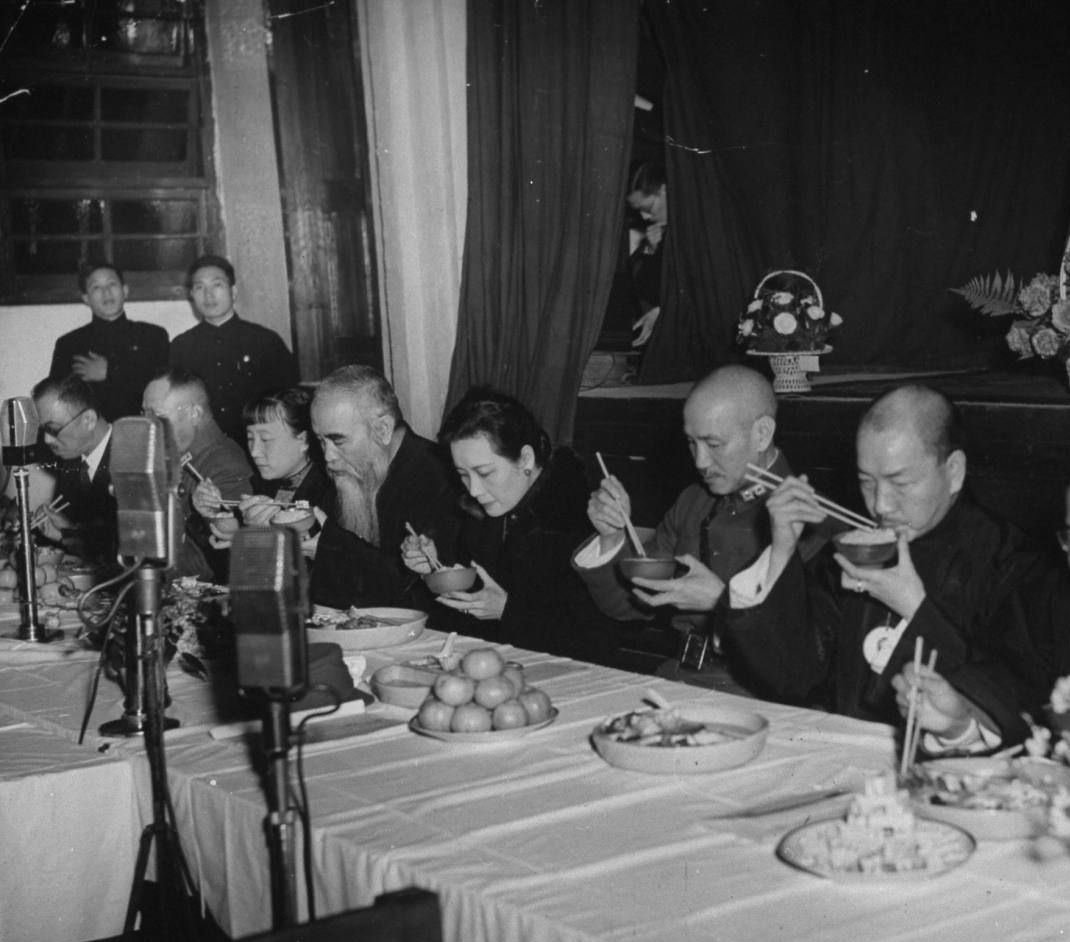
抗战期间重庆国民政府人员午餐

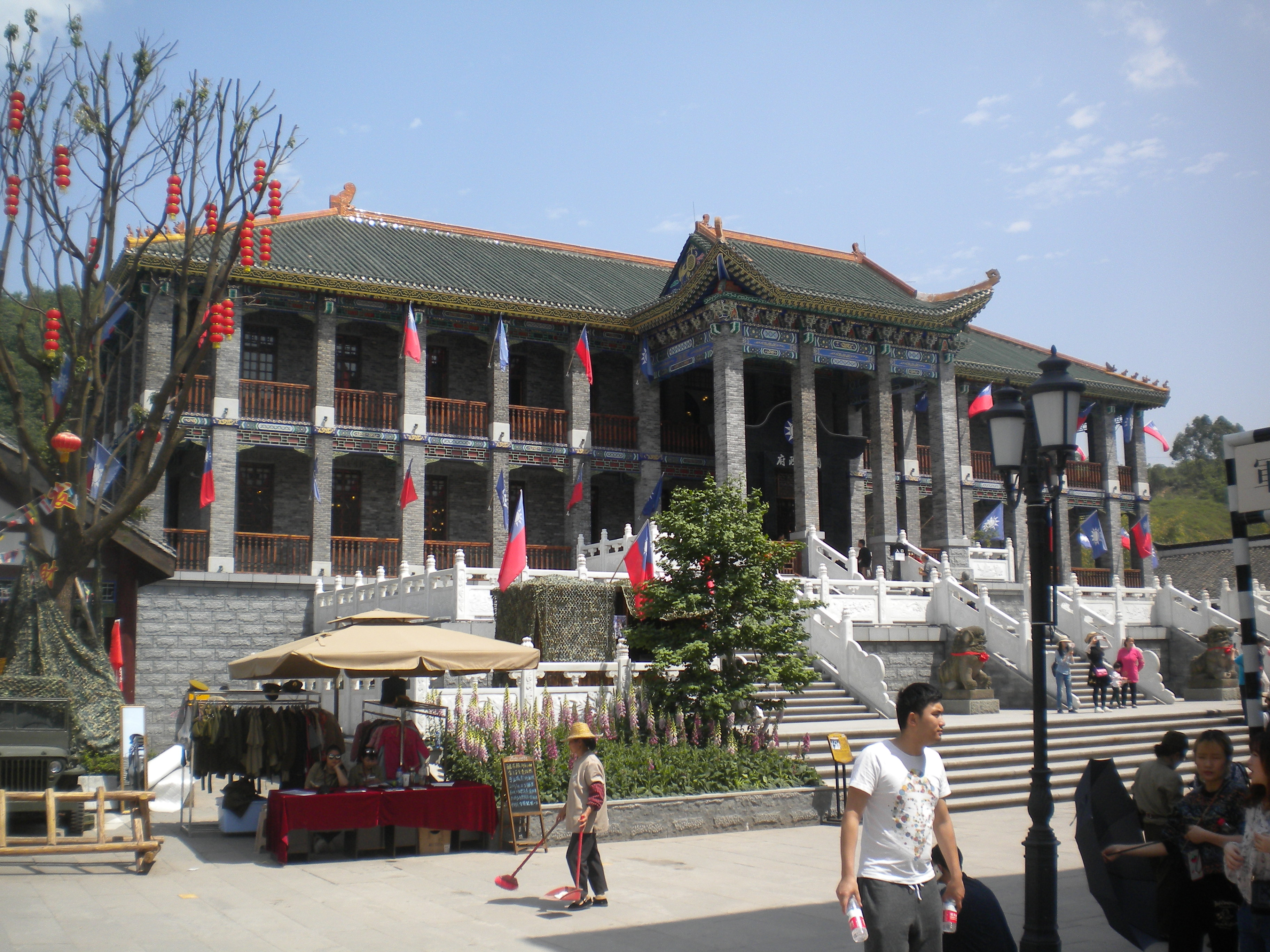
两江影视城内仿建的重庆国民政府大楼

1937年七七事變後，中國抗日戰爭全面爆發。儘管蔣聲望崇隆，但自從失去上海後，蔣之政治基礎受重創；從1937年至1945年徵集1,400萬壯丁當兵；以軍事動員來講，比例相當低——每年只占人口0.4%；相形之下，日本是1.3%，蘇聯是3%:181-182。隨著日軍步步逼近南京，國府亦將重要人力設施向西南遷移，以空間換取時間的策略，使西南成為大後方。1937年11月17日，國民政府遷至武漢，11月21日正式遷至重慶辦公。12月1日，國民政府在重慶開始辦公。
1938年5月間，蔣介石告訴斯大林，沒有「你的幫助」，中國無法撐下去，中國仍在「生死關頭」；蔣請求蘇聯趕快再交運65架飛機，稱中國只剩下10架輕型轟炸機；斯大林迅速答覆，他將送出所需之轟炸機，供「閣下偉大的抗戰」使用；不久，蘇聯派到中國之軍事人員，包括顧問、飛行員、技師等，高達3,665人:174-175。9月，此時謠言又起，傳說蔣可能和日本締結和約；斯大林急電蔣，稱更多援助將要啟程，包括足夠60個師之裝備，以及追加500架戰鬥機:175。蔣在1938年數度向周恩來提起，中國國民黨和中國共產黨合併為一個新政黨——條件是毛澤東、周出國；蔣甚至很嚴肅地提議，國共合併後，中國共產黨不需要正式解散，中國國民黨可以加入共產國際；毛澤東回答，建議中國共產黨員循1920年代往例，以個人身份加入中國國民黨；最後，雙方都無法做出妥協；數星期後，周終於告訴蔣，這個主意行不通；可以看出，蔣不是堅持意識形態、食古不化者，也不是強烈保守派；事實上，蔣是左派儒家，只要共產國際不來指揮蔣如何治理中國，蔣也可以接受反帝國主義之共產國際:176-177。斯大林告訴蔣，蘇德互不侵犯條約不會影響蘇聯對華援助；蔣在德蘇條約公開後，親筆修書給斯大林，稱中國人民絕不會忘記斯大林之「真誠協助和偉大領導」；蔣強調，世界和平與公義「全賴蘇聯與中國」；可是私底下蔣認為，世界事務之巨變預示蘇、日之間不無訂定密約之可能，終將導致世界大戰，屆時中國將和蘇聯站在不同邊，會和民主國家結盟對抗極權主義:187。
1939年9月6日，國民政府明令定重慶為陪都:20。1940年，原屬國民黨的前行政院院長汪精衛受日軍扶植，於南京又另組一「南京國民政府」（亦稱「汪精衛政權」，詳見下方），並在上海發表《和平建國宣言》，然而美國、法國等國均拒絕承認該政權；直到汪精衛逝世後，代主席陳公博於1945年日本投降後宣布解散。
中共組織占領區正規、游擊軍與建立地下行政體系，甚至說服許多秘密會黨加入抗日游擊運動；中共在西北邊區和敵後地區擴大地盤，黨員由1937年4萬人，增至1940年80萬人左右；蔣介石命令胡宗南和閻錫山布下防線，試圖把北方堵在指定範圍之內:182。1940年7月間，重慶中央軍事委員會提議新四軍和八路軍集中到黃河河道北邊；在周恩來面前，蔣說成是避免「不同戰區之間內鬥」之計畫，然後稱他「真誠」希望中國共產黨會「絕對服從」；然而毛澤東拒絕接受:192-193。
美國和日本新一回合之談判，已訂於1941年12月在華府展開；蔣急電赫爾、居里、諾克斯和史汀生，說：「美國一旦放鬆對日禁運，將使中國抗戰悲潰」，並轉知邱吉爾；邱吉爾發電給羅斯福，支持中方立場；羅斯福決定對日談判時不提出放鬆禁運之方案:208。
1942年緬甸戰役，史迪威把戰敗責任推給中國將領及蔣；英國人怪史迪威和中國人；蔣則怪英國人和史迪威；三方都不無道理，但是戰敗主要是史迪威嚴重低估日軍實力之後果:232。美國航空母艦「大黃蜂號」乘載著名之杜立德轟炸機群空襲東京後，蔣發電給马歇尔，稱日軍為報復而攻打中國沿海地區，因為當地居民拯救美軍飛行員，「日本人殺光了當地所有的男人、女人和孩童——我再重複一次，所有的男人、女人和孩童。」:233
1943年8月，林森在重慶因車禍逝世。同年9月，蔣中正被推選為國民政府主席兼陸海空軍大元帥，並兼國民政府軍事委員會委員長和行政院院長。1945年8月7日，蘇聯對日宣戰，近75萬紅軍湧入中國東北:415。

### 南京政府（1946年5月5日－1948年5月20日）

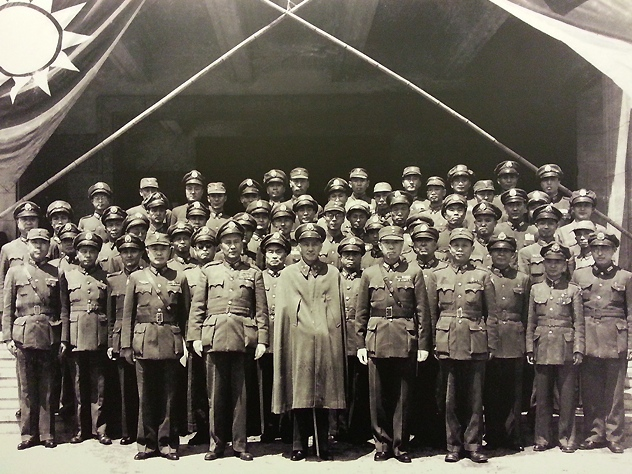
1940年代蒋中正视察沈阳

1945年，中國抗日戰爭隨著第二次世界大戰結束。1946年5月5日，「國府還都南京」:48，《還都令》发布，宣布将“凯旋南京”。在蔣介石批准下，以他們不適作戰、徒然消耗可用於改善部隊戰力之資源為由，陳誠開始裁撤200多萬國軍；白崇禧極力反對，但美方支持，蔣逕自推動；結果復員編遣㤦官兵憤怒、失業、士氣渙散；同時中共擴張，招納傀儡政府部隊、土匪流寇及前國軍官兵:427-428。蘇聯迅速把大批日本武器和軍事物資移交給中共:421。
1946年，制宪国民大会召开，12月25日通過《中華民國憲法》，1947年元旦公佈、12月25日生效，正式行憲，中國國民黨一黨训政时期结束，中華民國正式迈入宪政时期。
1947年3月，蔣介石實行擴大政府基礎之決策，指定中國國民黨代表與中國青年黨、民主社會黨交換改組國民政府之意見，並商定新政府施政方針:50。3月1日，國民政府宣佈增加立法委員名額50人，監察委員名額25人，國民參政員名額44人:247。3月31日，國民政府公佈行政院組織法、立法院組織法、司法院組織法、考試院組織法、監察院組織法，為改組政府確定了法律依據:247。4月，国民政府作为看守政府，依据政治协商会议决议，容纳其他曾参加制宪国民大会的党派进入国民政府。国民政府改组，設國務會議，由中國國民黨、中国青年党、中国民主社会党人士及社會賢達，分任國民政府委員，蔣介石仍被推選任國民政府主席，而以孫科任國民政府副主席，一黨訓政自此結束:51。4月17日，中國國民黨中央常務委員會通過《國民政府組織法》，推選蔣為國民政府主席:8335。4月23日，國民政府委員會晨10時在南京開會宣告成立，主席蔣介石及委員張群、孫科等23人舉行第一次國務會議，決議通過行政院政務委員及各部、會首長人選:8339。
1947年11月21日至23日舉行的1947年中華民國國民大會代表選舉選出的第一屆中華民國國民大會代表。12月，國民政府宣布明年3月29日，召開國民大會:52。1948年1月，國民政府明令，定北平為陪都:53。2月，國務會議通過增強地方武力方案，健全各地民眾自衛組織:53。國民政府為尊重法治及維護國家基礎，決定設立特種刑事法庭，以處理危害國家之罪行，並簡化其審訊程序，經立法院通過審判條例，頒布施行:53。3月29日，第一屆國民大會正式召開，是為「行憲國民大會」。4月20日，由第一屆國民大會代表投票進行1948年中華民國總統選舉，分別選舉蔣中正和李宗仁為總統和副總統（李宗仁經四輪投票，於4月29日選出）。

### 改組更名：成立中華民國政府
分別當選正副總統的蔣中正與李宗仁於5月20日於南京總統府宣誓就任第一任中華民國總統與中華民國副總統，國民政府主席一職被中華民國總統取代，國民政府的機關主體則轉型成為總統、副總統的幕僚機關——總統府，以總統和五院為主體的中央政府體制正式取代國民政府，改組成立為中華民國政府，國民政府遂成為爾後之通稱。

## 政府军

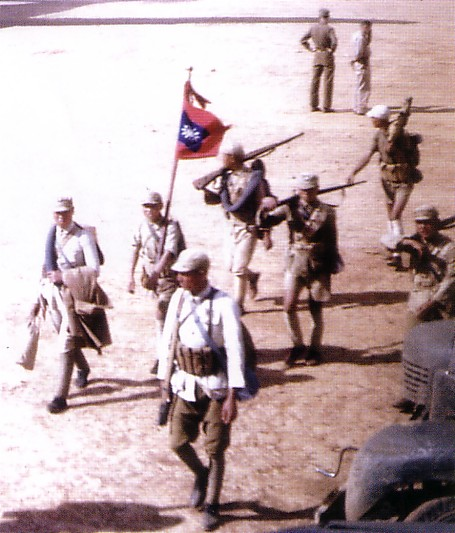
在二戰時的國軍

國民革命軍，在1928年前簡稱為革命軍，在1928－1947年之間簡稱為國軍。指中國國民黨自1925年到1947年之軍隊組織（以黨領軍），是中國國民黨在1925年師法當時蘇聯共產黨軍事制度後創設的一支主力重要軍隊，也是中華民國在北伐後到行憲前的國家武裝力量。
在中日戰爭期間，中國共產黨軍隊在名義上是國民革命軍一部份（指揮權分離，獨立運作）。戰爭結束後，中國共產黨軍隊脫離國民革命軍，成立中國人民解放軍。1947年《中華民國憲法》頒布後，正式結束國民政府，國民革命軍改名為中華民國國軍，並下令實行軍隊國家化。

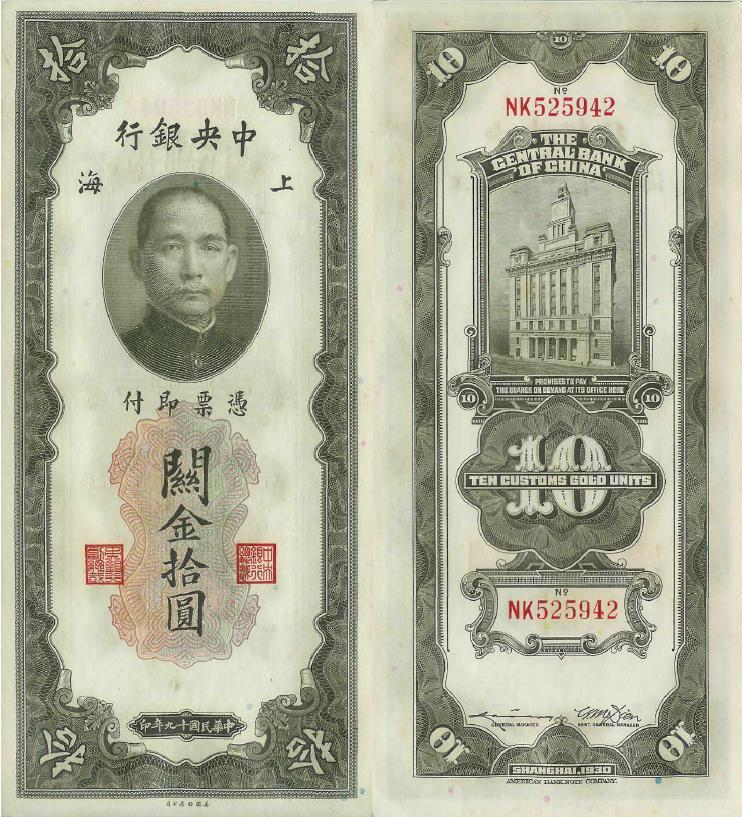
1930年，國民政府發行的關金券

## 經濟
中國國民黨在1928年基本完成統一中國後，儘管有國共內戰（剿共）和日本侵略，中国大部分地區仍然進入一個相對繁榮、和平及穩定的時期，直到1937年七七事变导致中國抗日戰爭全面爆发。

## 組織架構
| 國民政府主體 - 國民政府委員會 - 主席（國民政府最高領導人，兼訓政時期的中華民國國家元首） - 副主席 - 委員 - 常務委員（1925年－1928年設置，從委員中選出） - 國民政府軍事委員會（1925年－1928年、與1932年－1946年設置） - 委員長（軍事統帥，實際的最高領導人） | 下設機關 - 行政院（1928年成立） - 各部會 - 立法院（1928年成立） - 司法院（1928年成立） - 各級法院 - 考試院（1930年成立） - 考選委員會 - 銓敘部 - 監察院（1931年成立） - 審計部 |

## 其他使用「國民政府」稱號的政府

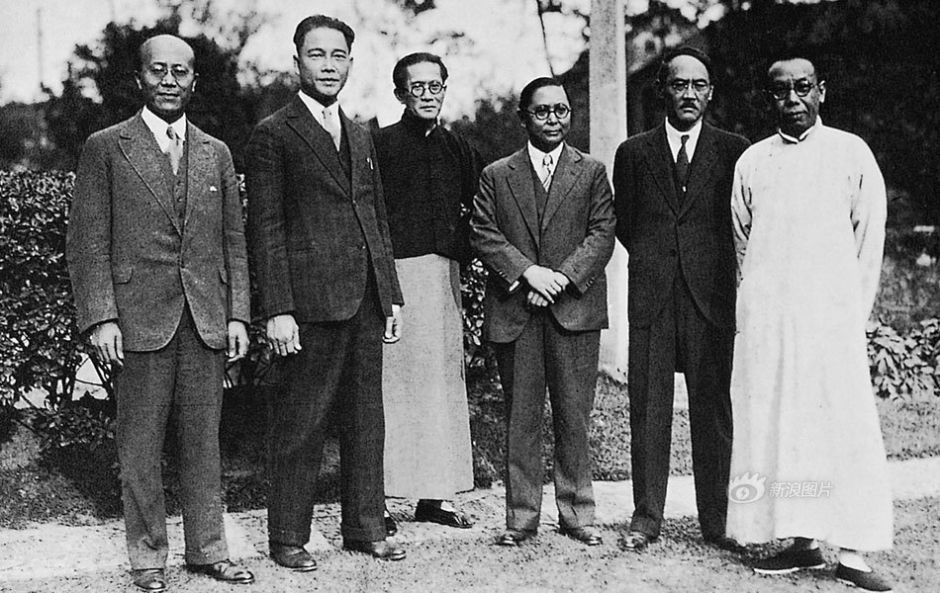
1931年在广州成立的国民政府部分委员，左起：伍朝枢、汪精卫、李文范、孙科、陈友仁、邹鲁

國民政府執政期間，中國國民黨黨員之間曾多次因理念的不同，而在當權派之外另外成立政府組織。

### 北平國民政府（1930年9月9日－1930年11月4日）
1930年4月1日，阎锡山就任中华民国陆海空军总司令，冯玉祥、李宗仁就任副总司令。1930年5月爆發閻錫山、馮玉祥、李宗仁等聯合反對蔣中正主政之南京政府的中原大戰。8月7日，汪兆銘在北平召開國民黨中央黨部擴大會議，閻、馮、桂及汪系“改组派”、西山会议派出席，議決在北平成立“國民政府”。9月1日，國民黨中央黨部擴大會議第五次会议選閻、馮、李、汪等七人為委員，閻錫山為主席，並於民国十九年9月9日上午9時9分成立。9月18日張學良通电支持蔣中正，挥师入关，並於9月23日和平進駐北平。北平「國民政府」遷往太原，並在10月27日公布《中華民國約法草案》（即“太原约法”）。11月4日閻、馮通电下野，北平國民政府解散。

### 廣州國民政府（1931年5月28日－1932年1月1日）
1931年，蔣中正在南京湯山軟禁胡漢民，同時在南京召開國民會議，通過《中華民國約法草案》，引起國民黨內其他實力派的不滿。黨內胡派、汪派、桂系、孫科等在廣州召開「國民黨中央執監委非常會議」，彷照孫文護法戰爭時的做法，在廣州另立政府。廣州「國民政府」在1931年5月28日成立，以汪兆銘為領袖，不設主席。同年爆發九一八事變後，國民黨內謀求合作，最終粵、寧兩派息爭，蔣中正辭去主席和行政院長職務，並於12月28日在南京再召開國民黨四屆一中全會，由林森為主席，孫科為行政院長。1932年1月1日，廣州「中央黨部」和「國民政府」宣佈撤銷，設中央執行委員會西南執行部、西南政務委員會、西南軍事委員會。

### 汪精卫政权（1940年3月30日－1945年8月16日）
1940年至1945年間，在與日本合作下，汪兆銘在南京成立另一個「中華民國國民政府」。當時，已經遷都重慶（戰時首都）的中華民國國民政府，即重慶政府，不承認汪精衛的「國民政府」及「行政院院長」之職，所以常稱之為汪偽政府，或南京「偽國民政府」，日本則稱之爲南京國民政府，後世學者多以「汪精衛政權」稱之。

## 國民政府主席
| 任次                       | 肖像 姓名          | 執政黨     | 就職日期       | 卸任日期       | 備註 |
| -------------------------- | ------------------ | ---------- | -------------- | -------------- | --- |
| 廣州→武汉國民政府主席      |                    |            |                |                | |
| 1                          | 汪精卫 (1883–1944) | 中國國民黨 | 1925年7月1日   | 1926年3月23日  | 中國國民黨中央政治委員會於1925年7月1日成立國民政府，以汪精卫為主席。1926年因中山舰事件牽連，汪精衛於3月23日請假，5月11日即離粤出國養病。                    |
| 南京→重慶→南京國民政府主席 |                    |            |                |                | |
| 不設主席                   |                    | 中國國民黨 | 1927年4月18日  | 1928年2月7日   | 1927年4月18日南京國民政府成立，不設主席採常務委員制。 |
| 1                          | 谭延闿 (1880–1930) | 中國國民黨 | 1928年2月7日   | 1928年10月10日 | 中國國民黨二屆四中全會於南京召開，決議設置主席職務，並選舉譚延闓為國民政府主席。                                                                            |
| 2                          | 蔣中正 (1887–1975) | 中國國民黨 | 1928年10月10日 | 1931年12月15日 | 辭職後由林森代理。 |
| 代理                       | 林森 (1868–1943)   | 中國國民黨 | 1931年12月15日 | 1932年1月1日   | |
| 3                          | 林森 (1868–1943)   | 中國國民黨 | 1932年1月1日   | 1943年8月1日   | 1937年11月21日遷都重慶後至1945年，此期間又稱為重慶國民政府。                                                                                                |
| 代理                       | 蔣中正 (1887–1975) | 中國國民黨 | 1943年6月1日   | 1943年10月10日 | 1943年5月29日，中國國民黨中央委員會決議，在林森養病期間，國民政府主席一職自6月1日開始由行政院院長依法代理。8月1日，中央臨時常會推選蔣中正代理國民政府主席。 |
| 4                          | 蔣中正 (1887–1975) | 中國國民黨 | 1943年10月10日 | 1948年5月20日  | 1948年，中華民國行憲，國民政府廢止。 |

### 引用
1. ↑  . 维基文库.   [2022-08-19]. （原始内容存档于2022-09-21） （中文）.
2. ↑  .   [2015-08-17]. （原始内容存档于2021-04-16）.
3. ↑  林天人. . 五南圖書出版股份有限公司. 2002: 600–  [2013-01-17]. ISBN 978-957-11-3035-4. （原始内容存档于2014-01-01）.
4. ↑  張豈之; 陳振江; 江沛. . 五南圖書出版股份有限公司. 2002: 309–  [2013-01-17]. ISBN 978-957-11-2898-6. （原始内容存档于2015-03-21）.
5. 1 2 3 4 5 6  辭海編輯委員會 (编). . 上海辭書出版社. 1989.
6. 1 2 3 4 5 6 7 8 9 10 11 12 13 14 15  陳雷等編著. . 台北: 傳記文學出版社. 1978-06-01.
7. 1 2  劉壽林、萬仁元、王玉文、孔慶泰 (编). . 北京: 中華書局. 1995.
8. ↑  郭廷以《中华民国史事日志》
9. ↑  李祚明：《民国时期中央国家机构介绍》（一）广州和武汉国民政府，来源：中国第二历史档案馆网站
10. ↑  胡春惠等. . 香港: 大華出版. 1982.
11. ↑  「中央通告第十七號—對國民黨中央擴大會議的政策」，《中共中央文件選集》，第2冊
12. 1 2 3 4 5 6 7 8 9 10 11 12 13 14 15 16 17 18 19 20 21 22  陶涵（英语：Jay Taylor）. . 台北: 時報文化. 2010.
13. ↑  李守孔. . 台北: 三民書局. 1973. ISBN 978-957-14-0663-3.
14. ↑  魏天龍. . 《春秋》雜誌 (香港). 1984-06-01, 第646期.
15. 1 2  汪朝光、王奇生、金以林. . 香港中和出版. 2012.
16. 1 2  李新總主編，中國社會科學院近代史研究所中華民國史研究室編，韓信夫、姜克夫主編 (编). . 北京: 中華書局. 2011.
17. ↑  邱創煥：《中外近百年大事記》（臺灣：國史館臺灣文獻館，1990年6月），頁341。